# Daido-juku
Daido-juku är en kampsport som grundade av Takashi Azuma 1981. Kampsporten etablerade sig mycket snabbt, speciellt i Japan och Ryssland, och blev känd som mycket effektiv.
Modersporten är karate men man använder sig även av fasthållningar, judotekniker, lås- och strypgrepp med mera. Detta för att kunna vara mer kompletta kampsportsutövare och för att kunna utöva självförsvar bättre i en nödsituation utan att nödvändigtvis behöva tillfoga större skador på en motståndare.
Namnet "Daido" kommer från en buddhistisk term som betyder "Högsta sanning".
Daido-juku finns även i Sverige. Presidenten och grundaren för Daido-juku i Sverige heter Hamid Fazeli som ursprungligen kommer från Iran. Han bedriver Daido-juku klubbar i Solna och Jakobsberg i Stockholm. Daido-juku är en populär och välkänd Karategren internationellt. Ett bra exempel är att i Ryssland finns det över 10 000 Daido-juku-klubbar och deras polis och militär utbildas i vissa aspekter av Daido-juku.
Daido-juku har inspirerats av många olika kampsporter och stilar över hela världen. Allt för att få fram en kampsport som har tagit det bästa från allt för att kunna bli så effektiv som möjligt.